# Alois Riehl
Alois Adolf Riehl (27. dubna 1844, Bolzano, Jižní Tyrolsko, tehdy v Rakousku, dnes v Itálii – 21. listopadu 1924, Berlín) byl rakouský filosof.
Jeho bratrem byl Josef Riehl. Alois Riehl pracoval jako profesor ve Štýrském Hradci, Freiburgu a nakonec v Berlíně, kde pověřil Miese van der Rohe, aby mu navrhl dům v Neubabelsbergu.
Jeho žena Sofie byla tetou Friedy Grossové, ženy rakouského doktora, vědce a revolucionáře Otto Grosse. Riehl byl pohřben na Alter Friedhof von Klein-Glienecke.
Pro Aloise Riehla nebyla filosofie ideologickým učením, ale v principu kritika vnímání. Jeho filosofie se zakládala na novokantovství.